# کودک کار در نپال

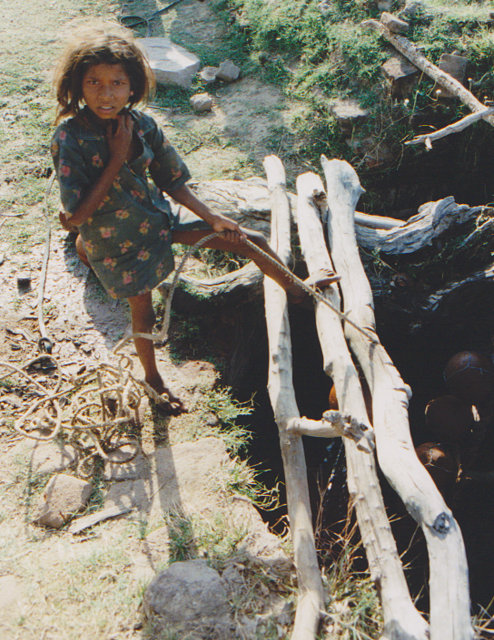
دختر جوان نپالی در مزارع نپال کار می کند

کودک کار در نپال (انگلیسی: Child labour in Nepal) به کودکی گفته می‌شود که در سنین کودکی در این کشور بکار گرفته می‌شود. پدیده کودکان کار در نپال بیش از سایر کشورهای جنوب شرقی آسیا رایج است.

## تعریف کودک کار
سازمان بین‌المللی کار ILO توضیح می‌دهد: «کار کودک او را از گذراندن طبیعی دوران کودکی محروم می‌کند، ظرفیت و شخصیت او را پایمال می‌کند، و به رشد طبیعی قوای جسمی و روانی او آسیب می‌رساند.» این شامل کاری که مانع تحصیل کودک می‌شود، کاری که او را از دامن خانواده دور می‌کند یا کارهایی که او را در معرض خطر قرار می‌دهد، نیز است. درحالیکه معیار سن و سال کودک در هر کشوری فرق می‌کند، بنیاد حمایت از کودکان سازمان ملل (یونیسف) UNISEF می‌گوید کودک کار کسی است که سن او بین ۵ تا ۱۴ سال است و در کار اقتصادی یا خانگی درگیر است.

## آمار

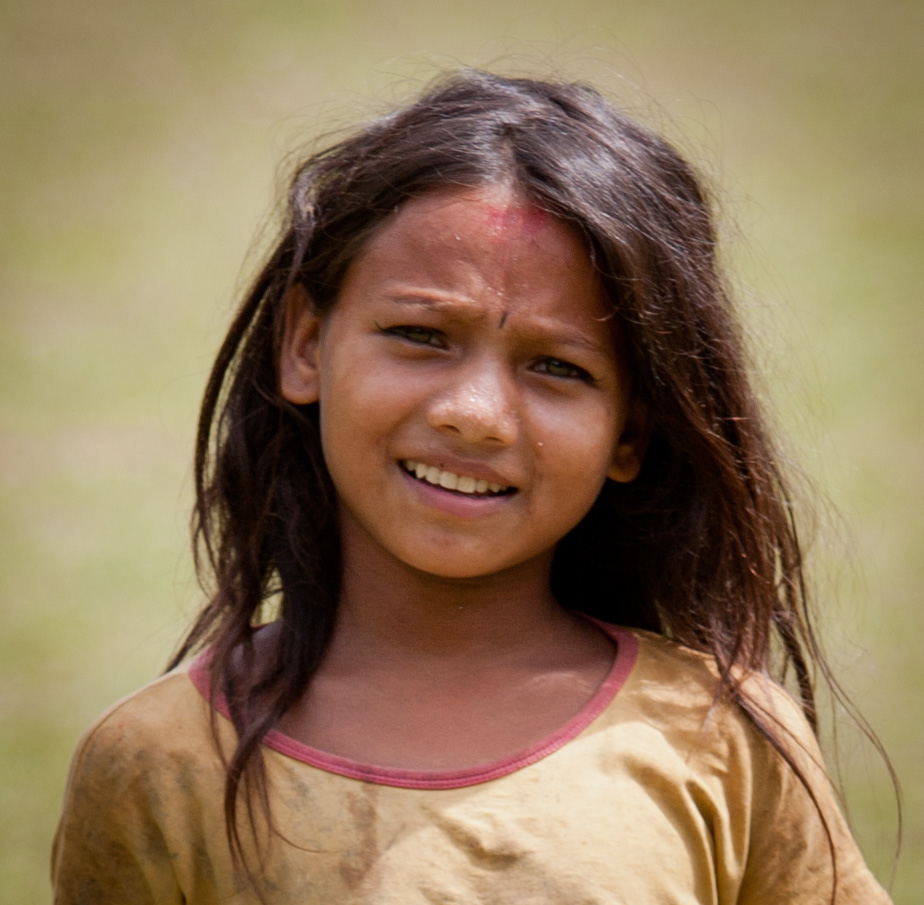
یک دختر کودک کار نپالی

در نظرسنجی نیروی کار نپال در سال ۲۰۰۸، مشخص شد، ۸۲٪ کودکانی که کار می‌کردند به مدرسه هم می‌رفتند و ۱۳٪ کودکان فقط کار می‌کردند. بیشتر کودکان (۶۰٫۵٪) حداکثر ۱۹ ساعت در هفته کار می‌کنند، در حالیکه ۳۲٫۲٪ کودکان بین ۲۰ تا ۴۰ ساعت در هفته درگیر کار هستند و ۷٫۳٪ هم بیش از ۴۰ ساعت در هفته کار می‌کنند. این موضوع هم دربارهٔ کودکان شهری و هم کودکان روستایی صادق است. در بررسی مؤسسه ادموند سال ۲۰۰۶ کودکان دختر بیش از کودکان پسر بکار گرفته می‌شوند و اکثر کودکان کار در مزارع یا کارهای خانگی بکار گرفته می‌شوند.

## کودکان کار در صنایع
اداره ممیزی نیروی کار نپال NLFS دریافت که ۸۸٫۷٪ کودکانی که کار می‌کنند، در بخش کشاورزی استخدام می‌شوند. توزیع نیروی کار کودکان در بخش‌های دیگر بشرح زیر است: ۱٫۴٪ در بخش صنایع تولیدی، ۰٫۳٪ در کارهای ساختمانی، ۱٫۶٪ در عمده فروشی‌ها یا خرده فروشی‌ها، ۱٪ در هتل‌ها و رستورانها، ۱٪ در کارهای خانگی و شخصی و ۶٫۹٪ در سایر انواع صنایع.

## علت‌ها و دلایل کار کودک

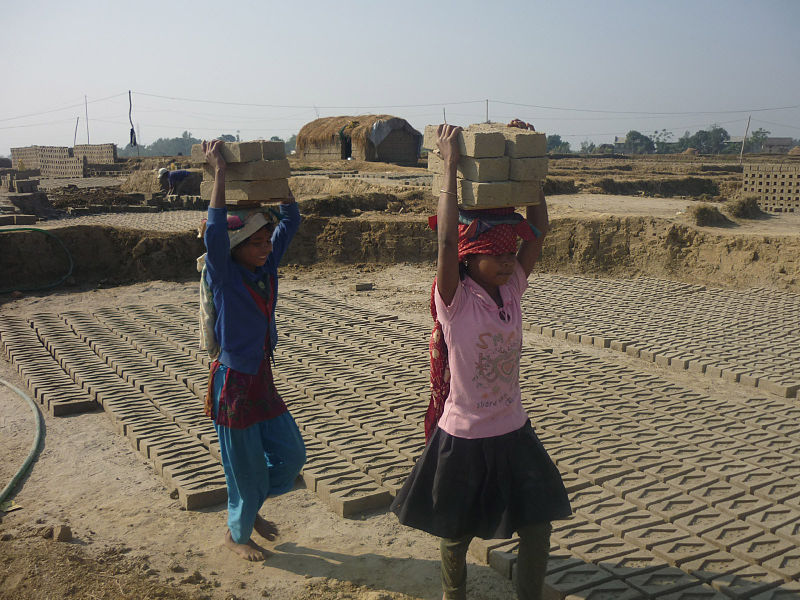
دختران جوان در کوره های آجر نپال کار می‌کنند

### فقر
در نپال علت اصلی کار کودک فقر است و اکثراً همراه با محروم شدن از تحصیل است. زیرا هزینه تحصیل خیلی گران است و دستمزد نقدی که از کار کردن بدست می‌آید انگیزه اصلی کودک برای روی آوردن به کار است. کودکانی که به مدرسه می‌روند اکثراً مجبورند که برای تأمین هزینه مدرسه کار هم بکنند. بنا بر گزارش نظرسنجی آماری استانداردهای زندگی در نپال (جلد دوم) در سال‌های ۲۰۰۳ تا ۲۰۰۴ بیشترین درصد کودکان کار (۱۸٫۷٪) مربوط به فقیرترین خانواده‌ها بودند که در هفته بیش از ۴۰ ساعت بکار گرفته می‌شدند.

### تحصیل
گرچه کودکی که به مدرسه می‌رود، در آینده درآمد بیشتری خواهد داشت، اما خانواده‌های فقیر کمتر فرزندان خود را به مدرسه می‌فرستند. زیرا این خانواده‌ها اگر فرزند خود را به مدرسه بفرستند، از درآمد نقدی که از کار کودکشان نصیبشان می‌شود محروم می‌گردند و تحت فشار قرار می‌گیرند. در بررسی که بنیاد Ray در سال ۲۰۰۲ انجام داد، ملاحظه شد که افزایش تعداد کودکان کار در بازار اقتصادی تأثیر منفی روی آمار کودکانی که به مدرسه می‌روند دارد. کودکی که درگیر کار می‌شود کمتر احتمال دارد که بتواند به مدرسه برود.

### پیشرفت اقتصادی
در بلندمدت کار کودک مانع پیشرفت اقتصادی کشور است. یکی از راه‌هایی که درآمد سرانه را افزایش می‌دهد آموزش و پرورش است. هرچقدر ساعات کار کودک در بازار کار بیشتر باشد و او را از مدرسه رفتن بازدارد، در میزان درآمد سرانه تأثیر منفی خواهد داشت. گرچه رشد اقتصادی کودکان را بسوی کار بیشتر جذب می‌کند اما این یک علامت اقتصاد ناقص است. با این وجود یک بررسی که بنیاد اراسدو Erasdo در سال ۲۰۰۵ انجام داد ملاحظه کرد که در نپال سهم درآمد خانواده‌ها از جانب کودکان ۷٪ است که با مقایسه با دیگر کشورها خیلی بالا است.

## موضعگیری‌ها و اقدامات
با مطرح شدن جدی موضوع کودکان کار در نپال ده‌ها سازمان دولتی و بین‌المللی از طریق ارتقاء سطح آموزش و پرورش با این موضوع برخورد کردند. یکی از اهداف این سازمان‌ها از بین بردن بدترین اشکال کار کودکان در نپال بود. آن‌ها سیستم‌های نظارتی بر کودکان کار را ارتقا دادند تا بخش کارهای کودکان شناسایی و از آن جلوگیری کنند. آن‌ها همچنین طرح‌هایی تهیه کردند تا دولت نپال کارهای خطرناک برای کودکان را تأیید کند. هدف «سازمان کودکان و زنان در خدمات اجتماعی و حقوق بشر» (CWISH) به وجود آوردن فضای اجتماعی بسوی حقوق بشر با تمرکز روی حقوق کودکان است. آن‌ها سعی دارند تا کودکان را در برابر خشونت، آزار جنسی، آزار و اذیت بدنی، تنبیهات تحقیرآمیز، قاچاق کودکان، کار کودکان و بالاخره ازدواج زودرس کودکان حفظ کنند.